# Kurhaus (Schéveningue)
Pour les articles homonymes, voir Kursaal (homonymie).
Le Kurhaus est un hôtel situé à la plage de la ville néerlandaise de Schéveningue. Le bâtiment a été conçu par Johann Friedrich Henkenhaf et Friedrich Ebert et a été ouvert en 1885.

## Histoire
Jusqu'aux années 1960, le Kurhaus est un lieu connu du grand public par les nombreuses activités qui s'y déroulent : les Rolling Stones s'y produisent en 1965.
Gravement détérioré par manque d'entretien et fermé en 1969, le bâtiment est menacé de disparition et doit sa survie au classement comme monument national en 1975. Restauré, le Kurhaus est aujourd'hui un hôtel de la chaîne allemande Steingerberger ; il a été rouvert en 1979 par la princesse Beatrix des Pays-Bas.

### Liens externes

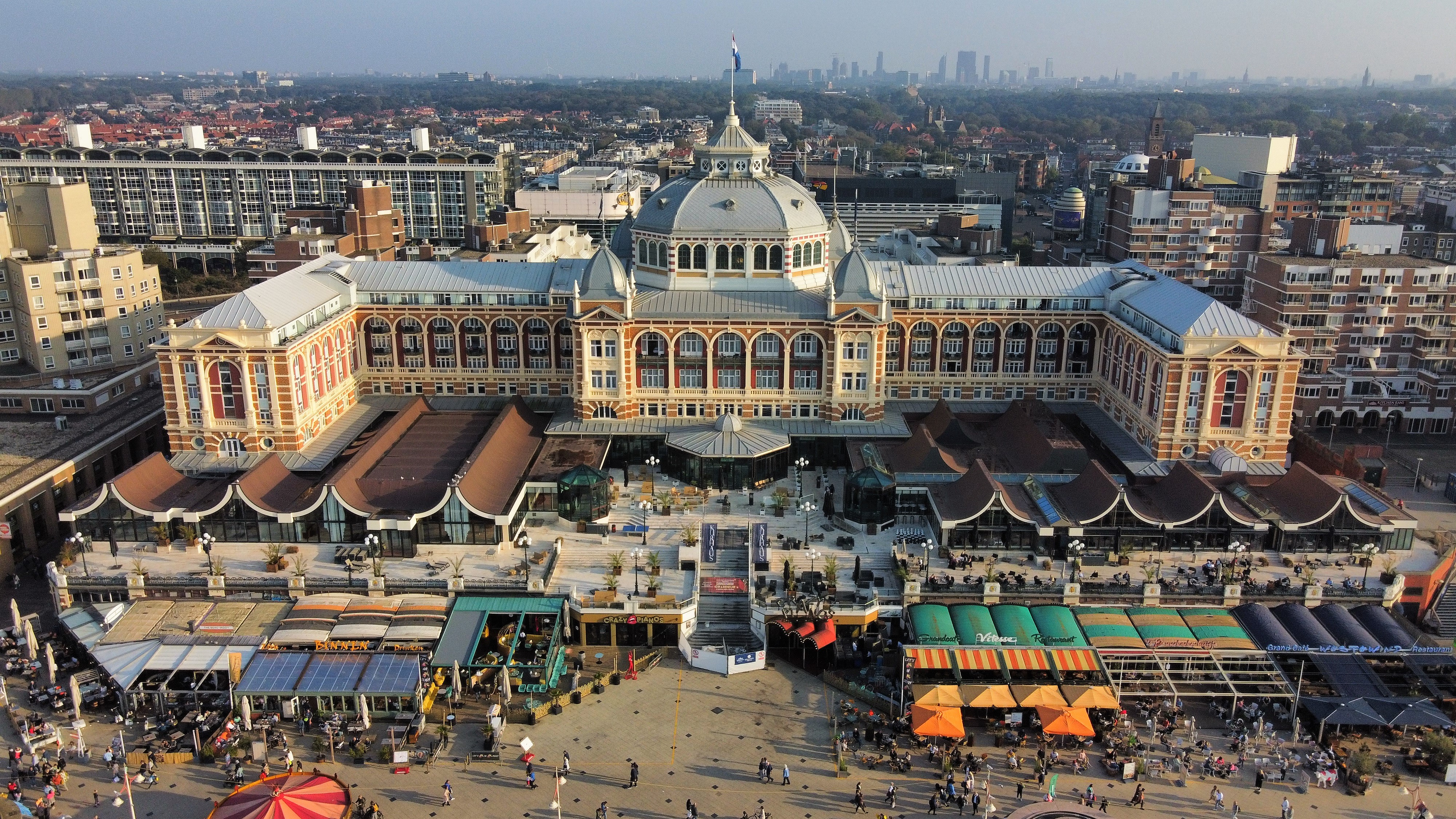

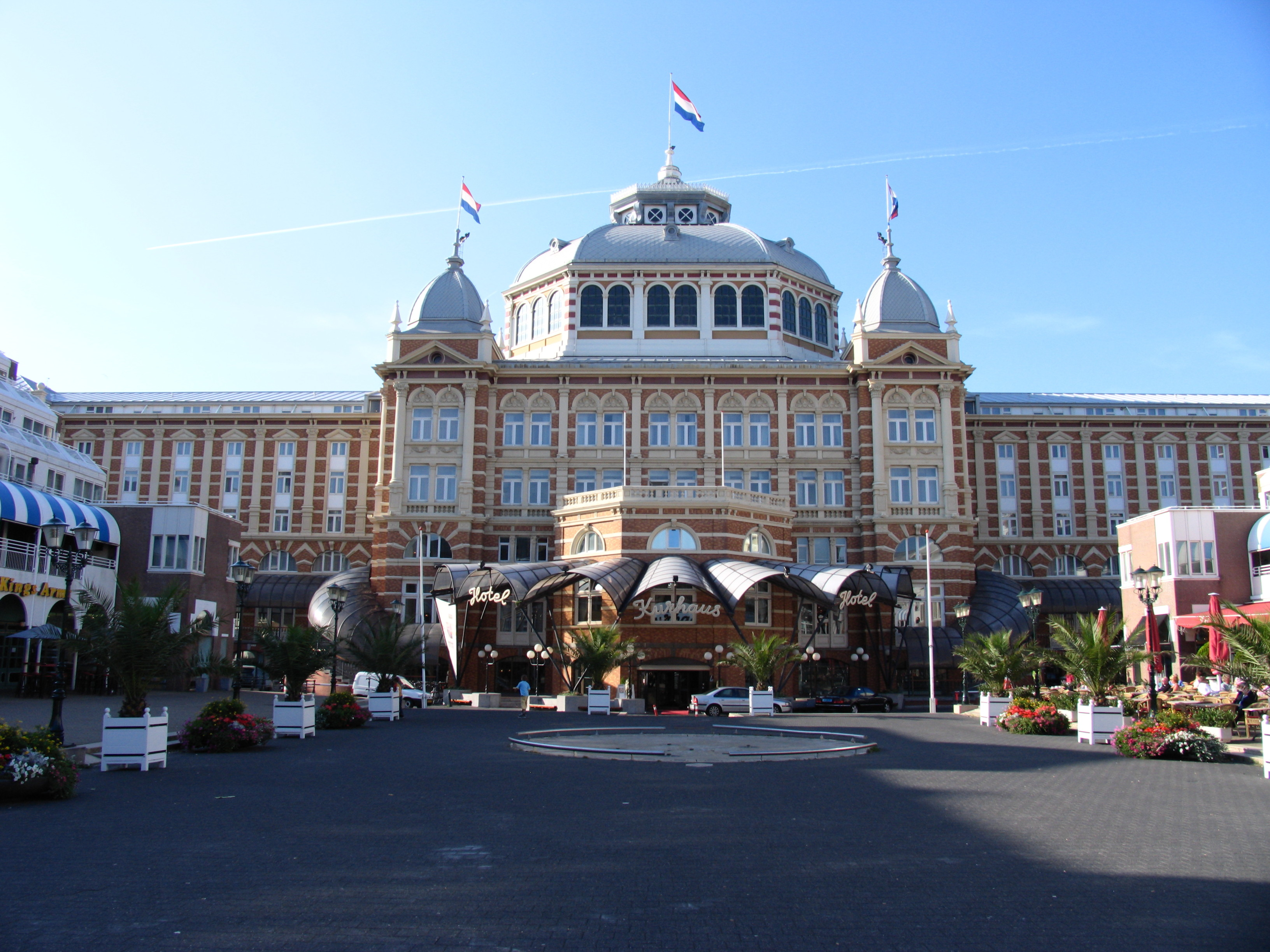